# Les Ombres du Styx
 (juin 2018).
Si vous disposez d'ouvrages ou d'articles de référence ou si vous connaissez des sites web de qualité traitant du thème abordé ici, merci de compléter l'article en donnant les références utiles à sa vérifiabilité et en les liant à la section « Notes et références ».
Les Ombres du Styx est une série d'albums de bande dessinée d’Isabelle Dethan parue aux éditions Delcourt.
En 205 après J.-C., une vague de meurtres d'enfants a lieu dans la ville de Leptis Magna. Marcus Seïus Dento, enquêteur envoyé par Septime Sévère, doit démasquer le tueur, tout en faisant face à la panique incontrôlable qui agite le peuple de la cité.

## Résumé

### Tome 1
Leptis Magna, 205 après J.-C. Un cadavre d’enfant est découvert sur les marches du chalcidicum. Marcus Seïus Dento, arrivé la veille, se rend sur les lieux et commence à mener son enquête, en ramenant le corps aux parents de la victime, Atilius Crispinus et son épouse Sabina Atilii. Voyant d’abord le lieu de l’enlèvement, Dento se rend ensuite à la villa de l’empereur où il loge, afin d’analyser la situation : le tueur a enlevé trois jeunes garçons, tous issus de familles riches, les a violés et étranglés, avant de les déposer dans des endroits publics, embaumés dans des bandelettes à la manière des égyptiens.
Au même moment, le patricien Terentius Aquila reçoit Alba Gemina, son herboriste, qui lui apporte des herbes de culte. Il lui conseille de rester prudente, sentant la panique monter et les soupçons envers les adeptes d’Isis grandir. Peu après, Dento se rend chez Alba afin de connaitre la liste de ses clients utilisant de la cannelle, du natron et de la syrmaïa (des substances d’embaumement). L’herboriste la lui fournit, y incluant les temples égyptiens de la ville et Aquila.
Le même soir, Dento se rend au banquet organisé par le patricien Marcellus Marcius, où se trouve aussi Aquila. Ce dernier, acerbe et ironique, se montre indifférent aux meurtres, bien qu’il souhaite les voir cesser. Il quitte le banquet peu après. Au même moment, un chien entre, portant une main pourrissante dans sa gueule. La plupart des convives (excepté Dento) y voient un signe de bonne fortune et s’en amusent. 
Le lendemain, l’enquêteur est réveillé et apprend une nouvelle alarmante : Lucius, fils de Marcellus Marcius, a été enlevé la nuit même du banquet. Dento et ses hommes se rendent immédiatement sur place et apprennent que trente hommes en armes se sont rendus au temple d’Isis menés par Marcius. Ce dernier, fou de rage, est convaincu que la mort des enfants et l’enlèvement de son fils est l’œuvre d’un membre de la communauté égyptienne. Le patricien va jusqu’à soupçonner que la présence de Dento a poussé l’assassin à enlever son fils. Marcius incendie le temple et torture le prêtre, jusqu’à ce que Dento intervienne et le convainc de s’arrêter sous peine de voir les armées de l’empereur débarquer en ville. Marcius se retire, suivi de ses troupes, et donne sept jours à l’enquêteur pour retrouver son enfant.
De son côté, Atilius Crispinus se rend chez Alba Gemina en quête de renseignements sur sa clientèle. Pris de fureur, il commence à se monter violent avec elle est ses enfants. Aquila, prévenu, arrive et, dans la bagarre, poignarde Crispinus, le tuant sur le coup. Conscient de son geste et de ses conséquences, le patricien décide de mettre Alba et sa famille en sécurité dans sa demeure, ce que l’herboriste accepte.
Après l’incident du temple, Dento et ses esclaves se rendent dans des tombes en dehors de la ville, afin de réfléchir à leurs déductions : Dento soupçonne un proche des familles des victimes d’être le tueur, en raison de la facilité des enlèvements (ce qui inclut commerçants et clients de la famille, mais aussi les notables priant Isis). Le rite égyptien est, selon Dento, une manière pour le tueur de conserver la beauté de ses victimes et de les préparer à l’au-delà, pour qu’ils l’attendent et l’accompagnent dans son propre trépas. Il est également persuadé que la « Main de la Chance » du banquet a poussé le tueur à enlever Lucius. L’enquêteur est ensuite prévenu de la mort d’Atilius Crispinus et reçoit également une lettre d’Aquila, qui lui demande protection : Marcius et ses hommes sont au courant de ses achats d’herbes de culte et envisagent de s’en prendre à lui.
Dento se rend dans la demeure d’Aquila, assiégée par une foule menée par Marcius. Ce dernier accepte néanmoins de ne pas intervenir et de se contenter de regarder l’arrestation. Dento entre et prend Aquila à part. Il lui révèle qu’il est convaincu de son innocence, car, malgré les apparences, Aquila n’utilise pas les mêmes plantes que le tueur et n’était pas présent lorsque la « Main de la Chance » est entrée chez Marcius. En revanche, l’enquêteur est sûr que le patricien en sait plus sur les meurtres qu’il ne veut bien le dire. 
Aquila se met donc à lui raconter son histoire, qui a débuté à Rome, dix ans auparavant…

### Tome 2
Rome, 195 après J.-C., soit dix ans avant le tome 1. Terentius Aquila est alors un jeune patricien, âgé de trente ans, qui profite de la vie aux côtés de sa compagne égyptienne Henout et de leurs deux filles, Khaty et Tiya, ainsi qu’avec Siamon, frère d’Henout. Il préfère passer du temps avec cette famille qu’il aime plutôt qu’avec ses parents, Terentius et Antonia, et son épouse Sabina, qui lui a été imposée. Ces derniers passent leur temps à lui reprocher son choix de vie et son indifférence des devoirs familiaux dont il est chargé. Ils lui reprochent aussi d’ignorer son jeune fils Caïus, qu’Aquila considère comme un gage donné à sa famille pour assurer sa propre tranquillité.
Une grande tension est également palpable dans les rues de Rome, car une cinquième victime de meurtre (le jeune fils du marchand Euxinus) est découverte embaumée sur une place publique. La plupart des gens sont convaincus qu’il s’agit de l’œuvre d’égyptiens.
Le lendemain, Henout se fâche avec une commerçante, qui l’accuse de tuer des enfants. La dispute est interrompue par Servius Salonius, artisan peintre et ami de Siamon, qui la ramène chez elle. Il propose au même moment à Aquila et à sa fille de venir voir son travail dans les décors du théâtre de Marcellus.
La famille se rend au théâtre le lendemain après-midi et y admire le travail du talentueux Servius. Toutefois, ils sont interrompus par le jeune Caïus, à la recherche de son père qui lui avait promis de l’emmener aux courses de chars le même jour. Découvrant l’autre famille d’Aquila, le jeune garçon part en courant, furieux. Son père le suit et le rattrape.
De son côté, Henout ramène Khaty chez elles, accompagnée de son frère Siamon. Sur le chemin, ils rencontrent le cortège funèbre en hommage à la dernière jeune victime. Les gens les voient et se mettent à les suivre, plus menaçants que jamais. Comprenant rapidement la menace, Siamon tente de faire diversion et attire le cortège de son côté. Henout et sa fille retournent chez elles, mais sont prises à partie par un groupe de commerçants. Henout tente alors de rejoindre la villa de la famille de son amant, espérant y cacher sa fille.
Aquila est prévenu des événements et, laissant la garde de son fils à Servius, rentre chez Henout en vitesse. Sur place, il retrouve la maison saccagée et découvre avec horreur le corps de la petite Tiya, étouffée dans son berceau. Dans un accès de fureur, il tue la nourrice Epona, qui n’a pas pu protéger son enfant, puis, il suit les traces de sa femme et sa fille, espérant les retrouver et les mettre à l’abri. Henout est, quant à elle, parvenue chez les parents d’Aquila, mais trouve porte close. Malgré ses supplications et celles de la petite Khaty, Antonia ne fait pas ouvrir les portes. C’est ainsi qu’Aquila retrouve sa compagne et sa fille, battue à mort par la foule. Ivre de rage et de vengeance, il se précipite dans le tas, armé d’un couteau. Entendant les cris de son fils, Antonia envoie ses hommes le chercher. Ceux-ci le trouvent, à demi-inconscient et près de se faire lyncher par la foule, et parviennent à le secourir.
Sauvé par les médecins de la famille, Aquila refuse que ses parents enterrent sa compagne et ses filles. Il décide de quitter Rome et de couper tout contact avec sa famille, les jugeant en grande partie responsables de la mort d’Henout. Le patricien fait ensuite embaumer les corps de ces dernières, aidé de Servius Salonius. Il précise aussi n’avoir jamais retrouvé le corps de Siamon. Aquila n’a plus jamais revu sa famille, ni même son fils par la suite, se contentant de savoir qu’ils sont en vie.
De retour dans le présent, Aquila dit qu’il s’est aussi renseigné au sujet des meurtres et a découvert que ceux-ci avaient cessé après les émeutes. Il dit aussi avoir essayé de ramener Henout et les petites sur les terres d’Égypte, mais qu’il n’a pu s’y résoudre. Il les a donc conservées dans leurs sarcophages, leur dédiant quotidiennement un culte.

### Tome 3
Leptis Magna, 205 après J.-C. Après avoir entendu le récit d’Aquila et vu que la foule n’est pas près de se calmer, Dento décide d’emmener le patricien à la villa impériale, en attendant d’éclaircir son lien avec le tueur aux momies et le meurtre de Crispinus. L’enquêteur sort donc, laissant plusieurs de ses hommes pour veiller sur Alba, sa famille et les esclaves d’Aquila. 
Une fois dehors, il maintient le patricien attaché et fait promettre à Marcius de disperser la foule et de ne pas toucher à la maison d’Aquila. Près de la villa impériale, la petite troupe est confrontée à une foule menée par Sabina Atilii, veuve de Crispinus, réclamant le tueur de son mari. Dento parvient néanmoins à rentrer et capture la veuve. Il parvient à la calmer et fait enfermer Aquila.
A la domus du patricien, Alba Gemina part avec ses enfants à la faveur de la nuit. Maro, intendant d’Aquila, fait alors mettre les sarcophages à l’abri, ne croyant pas aux promesses de Marcius. Ce dernier, resté avec quelques hommes après le départ de la foule, capture Alba et prend ses enfants en otage. Il parvient ensuite à entrer dans la domus et fouille partout, ne trouvant rien d’intéressant. Alba parvient alors à le calmer et à le convaincre de laisser agir Dento. Marcius la laisse alors rejoindre la villa impériale avec sa famille, saine et sauve.
Le lendemain, les troupes de la troisième légion Augusta, appelées par Dento, entrent en ville afin de calmer les émeutes. De son côté, l’enquêteur décide d’interroger à nouveau Aquila et le fait attendre dans une salle. Mais le patricien profite d’un moment d’inattention de son gardien et l’assomme. Prévenu, Dento accourt et interroge la dernière servante à laquelle Aquila a adressé la parole avant sa fuite. Celle-ci dit à son maître que le prisonnier l’a simplement questionné sur la fresque murale ornant la salle. L’enquêteur y jette un œil et découvre la signature de l’artisan : il s’agit de Servius Sallonius. Le rapprochement est alors évident : toutes les familles des victimes de Leptis ont eu recours à ses services peu avant la mort de leurs garçons. Dix ans auparavant, les commerçants de Rome ont vu leurs fils disparaître après avoir employé Salonius, chargé à l’époque de décorer leurs enseignes. Dento et ses esclaves partent à sa poursuite, afin de l’empêcher Aquila de le tuer, car cela leur ferait définitivement perdre la trace du jeune Lucius Marcius.
Toutefois, le patricien est plus rapide. Après s’être renseigné, il se rend au grand théâtre, où Servius a pris l’habitude de travailler seul. Le peintre l’accueille calmement, sourire aux lèvres. Il commence par s’excuser pour la mort d’Henout et des fillettes. Il avoue à Aquila l’avoir suivi pour voir si lui, le petit artisan, avait encore du pouvoir sur lui, le grand patricien, qui avait tout avant de le connaître. Aquila se prépare alors à le tuer, lui annonçant qu’il a l’intention de recouvrir toutes ses fresques, afin que tous l’oublient. Servius, moqueur, lui demande s’il compte aussi détruire les portraits d’Henout, Khaty et Tiya qu’il a peints sur leurs sarcophages. Il parvient à s’échapper en aveuglant son agresseur mais est surpris par Dento et ses hommes. Il fuit dans les coursives, espérant y semer ses poursuivants.
Fou de rage, Aquila le poursuit et parvient à le transpercer de son glaive. Dento arrive à temps pour empêcher le patricien d’achever sa victime, lui rappelant que le jeune Lucius est toujours caché. Avant que Servius ne meure, l’enquêteur lui fait la promesse sacrée de le faire embaumer selon les rites égyptiens s’il leur donne le lieu de sa cachette. Servius, agonisant, accepte, puis se moque une dernière fois d’Aquila, arguant le fait que toutes ses victimes l’attendent sur les bords du Styx. Aquila lui jure à son tour de faire bruler son corps après l’embaumement, serment qui ne contredit pas la promesse de Dento, mais qui forcera l’âme de Salonius à errer dans les limbes. 
Lucius est finalement retrouvé et rendu à Marcius, qui remercie l’enquêteur et présente ses excuses à Aquila. Ce dernier n’assiste pas au bûcher de Salonius et, effondré, se laisse convaincre par Alba de ramener les corps de sa famille en Égypte et leur offrir une vraie tombe. Le patricien, sorti blanchi du procès contre la famille d’Atilius Crispinus, fait ses adieux à Dento et promet à son herboriste de la retrouver après son voyage en terre d’Horus.
La série se finit sur Aquila qui, deux mois plus tard, fait une dernière escale à Rome et retrouve son fils Caïus afin de lui présenter ses excuses.

## Personnages

### Leptis Magna
- Marcus Seïus Dento : enquêteur envoyé par Septime Sévère pour arrêter le tueur de Leptis Magna. Perspicace et calme, il est respecté pour son lien avec l’empereur et pour sa réputation. Cependant, il est obligé de gérer la population en panique et traquer le tueur. Il sait garder son sang-froid malgré la pression sur ses épaules. Petit-fils d’affranchi, il est assez proche de ses esclaves et les traite avec respect.
- Laenas : esclave de Dento. Il l’assiste dans la traque du tueur et l’aide à établir des analyses de la situation.
- Quintus : esclave de Dento. Il l’assiste également dans son enquête. Il est assez séducteur et fataliste sur sa condition, malgré sa proximité avec son maître. Il est de religion chrétienne.
- La Sauterelle : esclave de Dento et amante de Quintus. Elle est surnommée ainsi par Dento à cause de sa maigreur.
- Terentius Aquila : patricien de Leptis Magna, aussi puissant que détesté. Acerbe, ironique et misanthrope, c’est un homme étrange et rempli de mystères. Il peut, en dehors de son apparente froideur et son indifférence, se monter bon et généreux, notamment avec Alba Gemina.
- Satto (appelé Maro dans le tome 3) : intendant d’Aquila. Il lui est très fidèle.
- Fannia : esclave d’Aquila et amante d’Iddibal.
- Iddibal : esclave d’Aquila et amant de Fannia.
- Alba Gemina : herboriste. Elle fournit les adeptes d’Isis et Terentius Aquila (dont elle est la protégée) en herbes et épices. Femme douce et généreuse, elle a recueilli quatre enfants abandonnés dans la rue et les élève en plus de ses deux enfants biologiques.
- Secundus : fils adoptif d’Alba Gemina. Handicapé du bras droit, il fut abandonné par ses parents en pleine rue et recueilli par Alba. Il l’aide à tenir sa boutique.
- Eppia : fille d’Alba Gemina.
- Assellina : fille d’Alba Gemina.
- Marcellus Marcius : un patricien puissant, aimé et respecté. Il est le père du petit Lucius.
- Lucius Marcius : fils de Marcellus Marcius.
- Atilius Crispinus : un patricien. Il est le père de Primus, la troisième victime du tueur d’enfants.
- Sabina Atilii : épouse d’Atilius Crispinus et mère de Primus.
- Primus Crispinus : fils aîné d’Atilius Crispinus et de Sabina Atilii. Âgé de onze ans, il est la troisième victime du tueur.

### Rome
- Henouttanebet (surnommée Henout) : compagne d’Aquila et mère de Khaty et Tiya. Elle est d’origine égyptienne. Bien que très amoureuse d’Aquila, elle lui reproche de ne pas s’intéresser à Caïus, son fils légitime, qui, selon elle, ne mérite pas son mépris.
- Khaty : fille d’Aquila et d’Henout. Elle est très proche de son père, avec qui elle passe beaucoup de temps, en ignorant qu’il a une autre famille.
- Tiya : fille cadette d’Aquila et d’Henout. C’est encore un nourrisson.
- Epona : nourrice de Tiya.
- Siamon : frère cadet d’Henout. Il est attentionné avec ses nièces et est également un noceur insouciant et invétéré. Il profite de la liaison d’Aquila et de sa sœur pour fréquenter les jeunes patriciens de Rome et faire la fête avec eux, ces derniers appréciant son exotisme. Son nom signifie "le fils du dieu caché".
- Servius Salonius : jeune artisan-peintre et ami de Siamon. Malgré son statut social relativement bas, il fréquente de jeunes patriciens et travaille pour des familles de commerçants en décorant leurs enseignes. Toutefois, il préfère nettement se consacrer aux décors de théâtre, jugeant son travail comme un canal au travers duquel passe la main des dieux.
- Antonia Major : mère d’Aquila. Elle déteste le choix de vie de son fils, le considérant comme un égoïste qui fait passer ses intérêts personnels avant ses devoirs familiaux. Elle se montre assez compatissante avec Sabina, sa bru.
- Terentius : père d’Aquila. Comme son épouse, il n’apprécie pas que son fils (et héritier) laisse sa famille et ses devoirs de patricien de côté pour se consacrer à Henout et ses filles illégitimes.
- Sabina : épouse d’Aquila et mère de Caïus. Elle est assez discrète et très triste de la liaison de son mari avec Henout et de son éloignement. Elle se montre souvent méprisante avec lui, mais garde ses reproches pour elle, contrairement à Antonia.
- Caïus Terentius Aquila : fils d’Aquila et de Sabina. Âgé de neuf ans, il est assez malheureux que son père se désintéresse de lui pour se consacrer à sa seconde famille.
- Euxinus : grossiste de garum. Il est le père d’une des victimes du tueur.
- Oppius : esclave d’Aquila.

## Albums
- 1. Le maître de l'éternité[3], paru en 2011
- 2. Vox populi, paru en 2013
- 3. In memoriam, paru en 2014